# Tupistra
Tupistra Ker Gawl. – rodzaj roślin z rodziny szparagowatych. Obejmuje 37 gatunków występujących w wilgotnym lesie równikowym na obszarze od Nepalu do południowych Chin, Półwyspu Indochińskiego i Malezji. 
Nazwa naukowa rodzaju pochodzi od greckiego słowa τυπίς (tupis – pobijak, tłuczek) i odnosi się do kształtu znamienia słupka.

## Morfologia

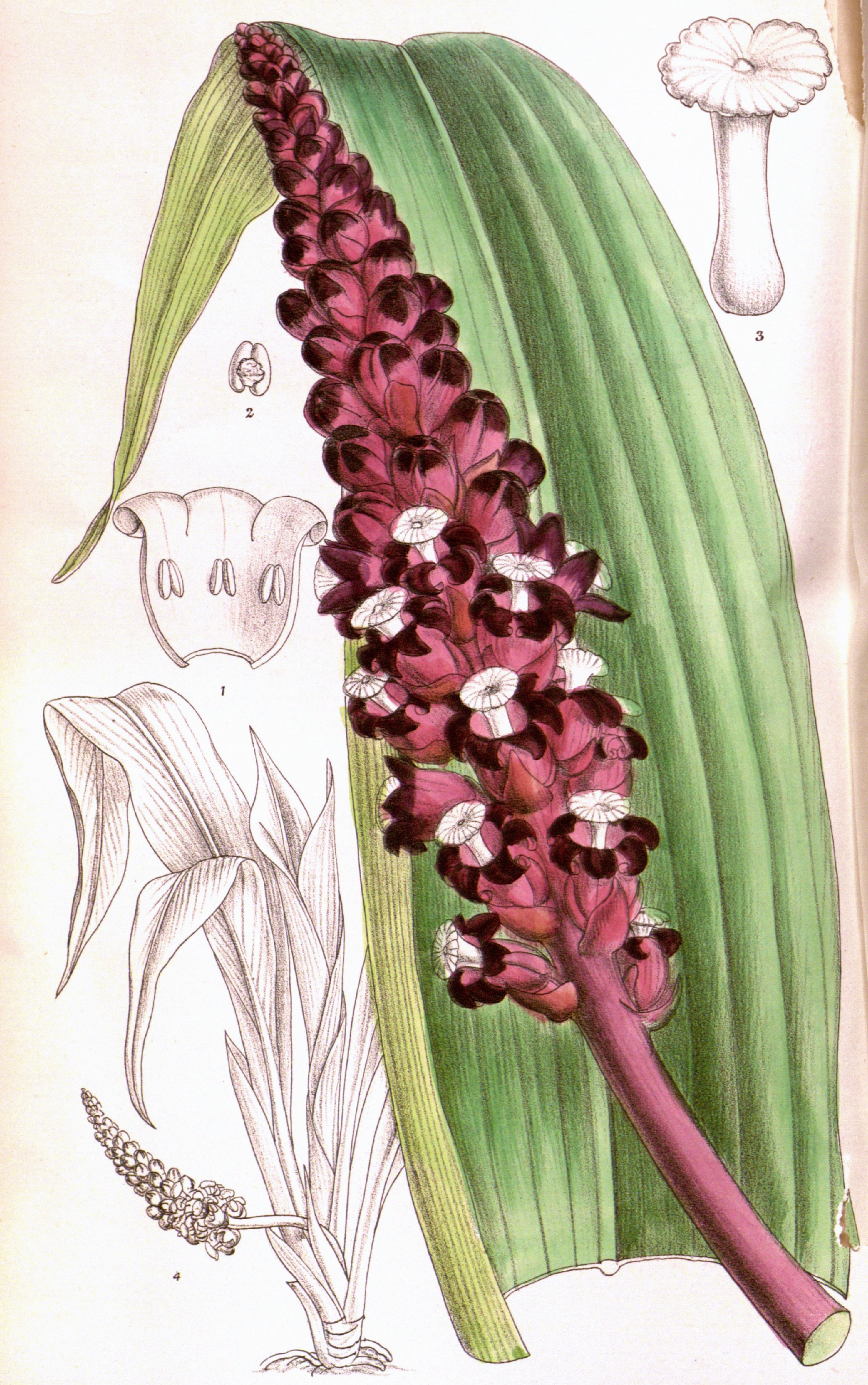
Tupistra grandis

PokrójWieloletnie, bezłodygowe rośliny zielne.
PędyPodnoszące się, rzadziej płożące, grube, nieco drewniejące kłącze, niekiedy bulwiaste.
LiścieLiście odziomkowe, wiązkowate lub naprzeciwległe i dwurzędowe, jajowate do wąsko lancetowatowych, nibyogonkowe, u nasady zgrubiałe.
KwiatyZebrane od dwóch do wielu w kłos, wyrastający z kąta liścia na nagim głąbiku. Wsparte przysadkami trójkątnymi do jajowatych, zwykle krótszymi od kwiatów. Okwiat sześcio- lub ośmiolistkowy. Listki okwiatu mięsiste, zrośnięte od połowy do dwóch trzecich długości w rurkę, powyżej rozpostarte, fioletowawe, białawe lub żółtobrązowe, niekiedy u nasady przezroczyste. Sześć lub osiem pręcików niemal na całej długości przyrośniętych do rurki okwiatu. Pylniki dołączone grzbietowo, położone niżej od znamienia. Zalążnia trój- lub czterokomorowa, z dwoma zalążkami w każdej komorze. Szyjka słupka cylindryczna, długa (do 12 mm), zwieńczona dużym (o średnicy do 6 mm), tarczowatym lub grzybkowatym, mięsistym znamieniem.
OwoceBrązowawe, zaostrzone, jednonasienne jagody.
Rośliny podobneRodzaj Tupistra jest blisko spokrewniony z rodzajem Rohdea, od którego różni się głównie kolorem listków okwiatu (które u Rohdea są bladożółte do zielonkawych), wydatną szyjką słupka, szerszą od zalążni oraz brązowawymi i zaostrzonymi jagodami (u Rohdea czerwonymi lub pomarańczowymi i kulistawymi). Innym rodzajem roślin podobnych do Tupistra są te z rodzaju aspidistra, które tworzą jedno- lub dwukwiatowe kwiatostany.
GenetykaPodstawowa liczba chromosomów x wynosi 19.

## Systematyka

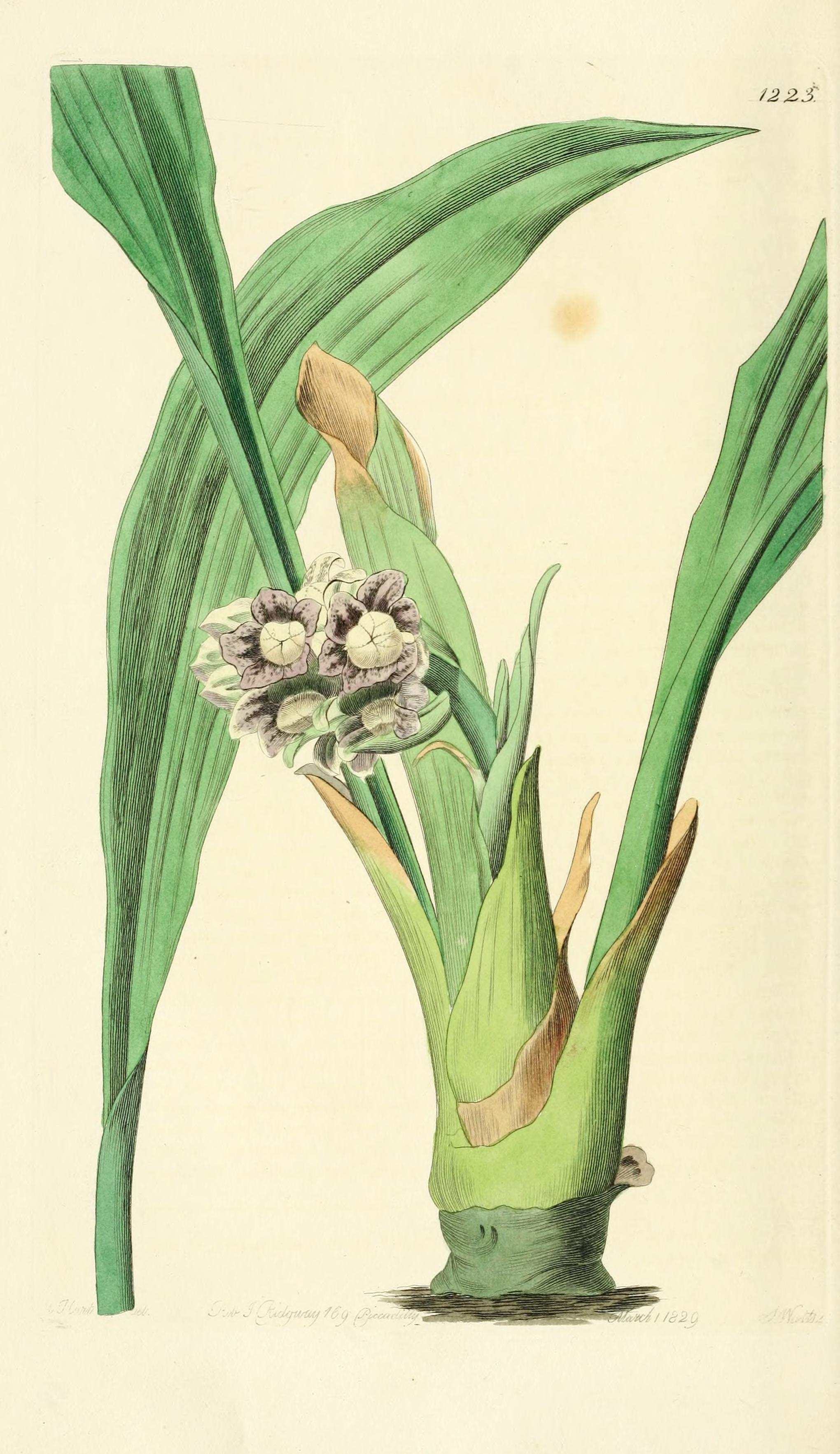
Tupistra nutans

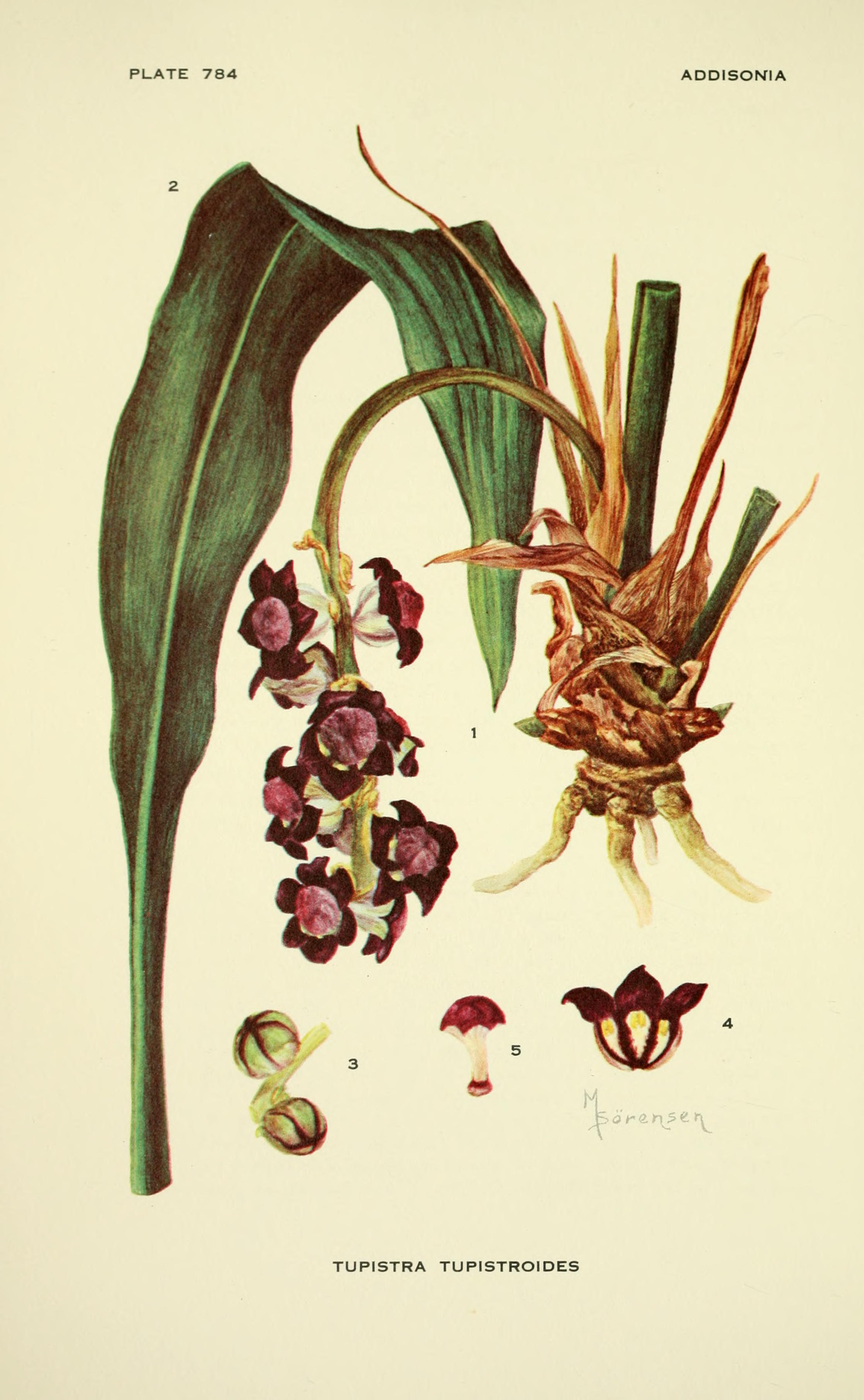
Tupistra tupistroides

Pozycja systematycznaRodzaj z plemienia Convallarieae  w podrodzinie Nolinoideae rodziny szparagowatych (Asparagaceae).
Wykaz gatunków
- Tupistra breviscapa Aver. & N.Tanaka
- Tupistra cardinalis Aver., N.Tanaka & Son
- Tupistra clarkei Hook.f.
- Tupistra densiflora Aver., N.Tanaka & Nghiem
- Tupistra elegans N.Tanaka
- Tupistra extrorsandra (Odyuo, D.K.Roy & Aver.) N.Tanaka & Aver.
- Tupistra fungilliformis F.T.Wang & S.Yun Liang
- Tupistra gracilis Aver. & N.Tanaka
- Tupistra grandis Ridl.
- Tupistra grandistigma F.T.Wang & S.Yun Liang
- Tupistra hongheensis G.W.Hu & H.Li
- Tupistra khangii Aver., N.Tanaka & Vislobokov
- Tupistra khasiana D.K.Roy, A.A.Mao & Aver.
- Tupistra kressii N.Tanaka
- Tupistra laotica N.Tanaka
- Tupistra leonidii D.K.Roy & A.A.Mao
- Tupistra malaiana N.Tanaka
- Tupistra muricata (Gagnep.) N.Tanaka
- Tupistra nagarum Odyuo, D.K.Roy & A.A.Mao
- Tupistra natmataungensis Y.H.Tan & H.B.Ding
- Tupistra nganii K.S.Nguyen, Aver., N.Tanaka & Nuraliev
- Tupistra nutans Wall. ex Lindl.
- Tupistra ochracea (Ridl.) N.Tanaka
- Tupistra orlovii Aver., N.Tanaka & K.S.Nguyen
- Tupistra patula Aver., N.Tanaka & K.S.Nguyen
- Tupistra penangensis N.Tanaka
- Tupistra pingbianensis J.L.Huang & X.Z.Liu
- Tupistra robusta N.Tanaka
- Tupistra siphonantha N.Tanaka, Vislobokov & D.P.Hannon
- Tupistra squalida Ker Gawl.
- Tupistra stoliczana Kurz
- Tupistra sumatrensis N.Tanaka
- Tupistra theana Aver. & N.Tanaka
- Tupistra tripartita Aver., N.Tanaka & K.S.Nguyen
- Tupistra tupistroides (Kunth) Dandy
- Tupistra urceolata N.Tanaka & W.J.Kress
- Tupistra violacea Ridl.

## Znaczenie użytkowe
Rośliny leczniczeCałe rośliny Tupistra nutans są tradycyjnie używane w regionie Himalajów w leczeniu cukrzycy, a w północno-wschodnich Indiach jako środek wzmacniający apetyt.
Rośliny spożywczeW indyjskim stanie Sikkim roślina o lokalnej nazwie nakima, odnoszonej do Tupistra nutans lub T. clarkei, uprawiana jest z uwagi na jadalne kwiatostany, które są spożywane po ugotowaniu lub wykorzystywane do sporządzania marynat.
Jadalny jest cały kwiatostan nakima, najlepiej z nieotwartymi kwiatami. Na ogół kwiatostan gotuje się i dekantuje, aby usunąć nadmierną goryczkę, a następnie gotuje się z cebulą, pomidorami, chilli, imbirem i czosnkiem, uzyskując pikantną jarzynę. Po przygotowaniu kwiatostany są lekko goryczkowe w smaku i mają konsystencję pieczarki. Warzywo jest dobrym źródłem błonnika, białka, wapnia, potasu, fosforu i magnezu, a obecne w nim składniki odżywcze są porównywalne z popularnymi warzywami, takimi jak szparagi.
W Tajlandii Karenowie spożywają owoce T. muricata.
Inne zastosowanieW Butanie pędy kwiatostanowe Tupistra nutans palone są w sziszy.